# Maryvonne Dupureur
Maryvonne Dupureur (Francia, 24 de mayo de 1937-7 de enero de 2008) fue una atleta francesa, especializada en la prueba de 800 m en la que llegó a ser subcampeona olímpica en 1964.

## Carrera deportiva
En los JJ. OO. de Tokio 1964 ganó la medalla de plata en los 800 metros, con un tiempo de 2:01.9 segundos, llegando a meta tras la británica Ann Packer que batió el récord del mundo con 2:01.1 segundos, y por delante de la neozelandesa Marise Chamberlain (bronce con 2:02.8 s).